# Килини
 Тази статия е за курортното предградие на Дъблин.  За за градът в Гърция със същото име вижте Килини (Илия).  
Килини (на английски: Killiney; на ирландски: Cill Iníon Léinín) е известен морски курорт, предградие на Дъблин в графство Дун Леръ-Ратдаун, Ирландия. Килини се смята за един от най-престижните жилищни райони на Дъблин. Тук живеят известни музиканти като Еня, Ван Морисън и звездите от Ю Ту – Боно и Едж.